# Christopher G. Cavoli

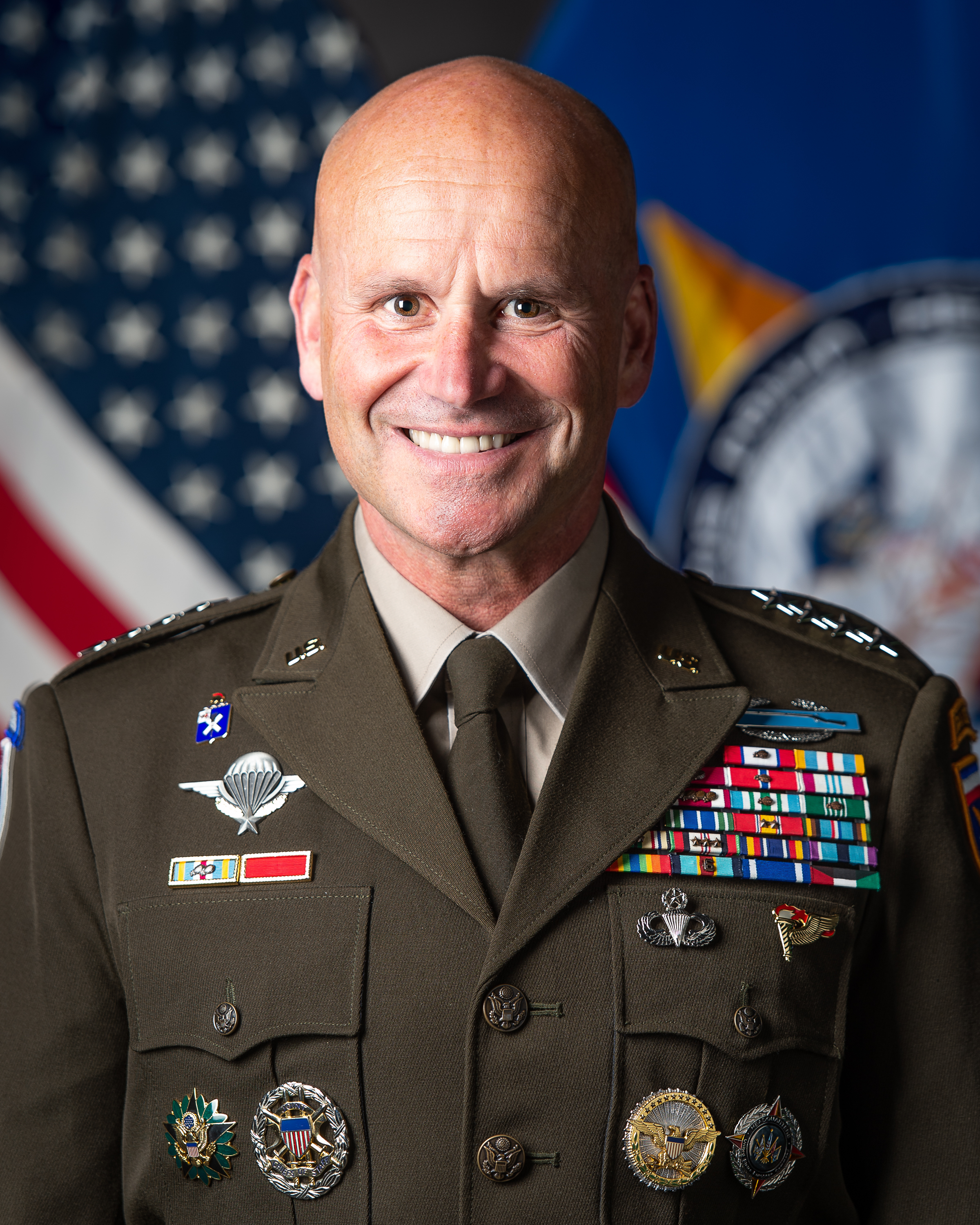
Christopher Cavoli (2022)

Christopher G. Cavoli (* 1964 in Würzburg, Bundesrepublik Deutschland) ist ein pensionierter General der United States Army. Er war in seiner letzten Verwendung vom 1. Juli 2022 bis 1. Juli 2025 Kommandeur des United States European Command und gleichzeitig Supreme Allied Commander Europe.

## Leben und Laufbahn
Cavoli wurde im US-Militärkrankenhaus in Würzburg als Sohn eines US-amerikanischen Offiziers italienischer Herkunft geboren. Da sein Vater in der Folge mehrfach dienstlich versetzt wurde, wuchs Cavoli in Rom, Verona, Vicenza und Gießen auf.
1987 erwarb er an der Princeton University einen Abschluss in Biologie. Danach absolvierte er beim Reserve Officer Training Corps die Offiziersausbildung der US Army. In den folgenden Jahren durchlief er alle Offiziersränge bis zum Viersternegeneral.
Zwischen 1988 und 1991 diente er als Leutnant beim 325th Infantry Regiment, das in Vicenza in Italien stationiert war. In den Jahren 1992 bis 1994 unterrichtete er als Ausbilder an der United States Army Infantry School in Fort Benning. Von 1995 bis 1998 studierte er als Teil einer Spezialisierung zum foreign area officer an der Yale University die Fächer Russisch und Osteuropastudien. Nach seiner Beförderung zum Major wurde er zur 10th Mountain Division und mit Einheiten dieser Division mit der Multinationalen Friedenstruppe nach Bosnien und Herzegowina versetzt. Dort diente er von 1999 bis 2001 als Stabsoffizier (Chief of Future Operations for Division in Bosnia) und dann als Offizier in einem Infanteriebataillon. Im Jahr 2001 wurde er zum Oberstleutnant befördert und diente bis 2005 im Generalstab in Washington, D.C. In dieser Zeit war er unter anderem mit dem Aufgabenfeld Russland betraut. Danach diente er bis 2007 als Bataillonskommandeur des 1st Battalion, 32nd Infantry, der 10th Mountain Division. Im Jahr 2006 wurde er mit seinem Verband nach Kunar in Afghanistan verlegt. In den Jahren 2007 bis 2009 absolvierte er das Army War College am George C. Marshall Center.
Es folgten weitere Aufgaben als Kommandeur der dritten Brigade der ersten Panzerdivision (Commander, 3rd Brigade 1st Armored Division) in El Paso in Texas (2009–2011) und als stellvertretender Kommandeur des ISAF-West Kommandos (Deputy Commander, ISAF Regional Command West). Dabei war Cavoli zwischen Juli 2011 und 2012 im westafghanischen Herat stationiert. Bis 2013 gehörte er dem George C. Marshall Europäischen Zentrum für Sicherheitsstudien mit Sitz in Garmisch-Partenkirchen an. Anschließend war er für acht Monate Direktor beim Stabschef der Heereskoordination (Chief of Staff of the Army’s Coordination Group) in Washington, D.C.
Von August 2013 bis August 2014 bekleidete Cavoli das Amt des stellvertretenden Kommandeurs der 82nd Airborne Division in Fort Bragg (North Carolina). Es folgten zwei Jahre in Grafenwöhr, wo er zwischen 2014 und 2016 den dortigen multinationalen Ausbildungsstandort (Training Command) leitete. Zwischen August 2016 und Januar 2018 war er für achtzehn Monate als Generalmajor Kommandeur der 25th Infantry Division in Hawaii. Im Januar 2018 wurde Cavoli als Generalleutnant zum Kommandierenden General von USAEUR in Wiesbaden ernannt. Nach einer Umstrukturierung von USAREUR zum neuen Kommando United States Army Europe and Africa am 20. November 2020 erhielt Cavoli das Kommando über diese neue Einheit, die ihr Hauptquartier nach wie vor in Wiesbaden hat. Kurz zuvor war er zum Viersternegeneral ernannt worden.
Im Mai 2022 wurde General Cavoli zum Nachfolger von General Tod D. Wolters in dessen Doppelfunktion als Kommandeur des United States European Command und des Supreme Allied Commander Europe nominiert und trat am 1. Juli 2022 sein neues Amt an. Am 1. Juli 2025 übergab er diesen Dienstposten an Alexus G. Grynkewich und trat in den Ruhestand.
Cavoli ist verheiratet und hat zwei Söhne. Er spricht neben Englisch fließend Französisch, Italienisch und Russisch.

## Orden und Auszeichnungen
- Army Distinguished Service Medal with oak leaf cluster
- Defense Superior Service Medal
- Legion of Merit with two bronze oak leaf clusters
- Bronze Star Medal with oak leaf cluster
- Defense Meritorious Service Medal
- Meritorious Service Medal with four oak leaf clusters
- Joint Service Commendation Medal with oak leaf cluster
- Army Commendation Medal with oak leaf cluster
- Army Achievement Medal
- Joint Meritorious Unit Award with two oak leaf clusters
- Meritorious Unit Commendation
- National Defense Service Medal with one bronze service star
- Armed Forces Expeditionary Medal
- Southwest Asia Service Medal with two service stars
- Afghanistan Campaign Medal with three service stars
- Global War on Terrorism Service Medal
- Humanitarian Service Medal
- Army Service Ribbon
- Army Overseas Service Ribbon with bronze award numeral 6
- NATO Medal for the former Yugoslavia
- 2022: Bayerischer Verdienstorden[4]
- 2025: Großes Bundesverdienstkreuz mit Stern[5]